# Domina (Křimov)
Domina ist ein Ortsteil der Gemeinde Křimov in Tschechien.

## Geographie
Domina liegt sechs Kilometer nordwestlich des Stadtzentrums von Chomutov auf dem Kamm des sächsisch-böhmischen Erzgebirges zwischen den Tälern der Chomutovka und Hačka am südöstlichen Fuße des Klenovec (Klingerberg, 757 m). Im Süden erhebt sich die Jedlina (Tännichhübel, 676 m).  Von Süden nach Norden wird das Dorf von der Bahnstrecke Chomutov–Vejprty umfahren, die Bahnstation Domina liegt 800 m südwestlich des Dorfes über dem Hačkatal. Südlich führt die Staatsstraße I/7 von Chomutov nach Reitzenhain vorbei.
Nachbarorte sind Třetí Dolský Mlýn, Druhý Dolský Mlýn, První Dolský Mlýn und Bečov im Norden, Blatno, Šerchov und Hrádečná im Nordosten, Krásná Lípa im Osten, Horní Ves im Südosten, Černovice, Málkov und Zelená im Süden, Lideň und Strážky im Südwesten, Křimov im Westen sowie Suchdol im Nordwesten.

## Geschichte
Alten Überlieferungen zufolge soll Domina bereits im 12. Jahrhundert bestanden und zur Burg Neustein (Najštejn) gehört habe. Die erste urkundliche Erwähnung des Dorfes erfolgte 1359 als Teil der Herrschaft Komotau. Domina befand sich innerhalb des Komotauer Meilenrechtes, dass im Dorf mit Ausnahme von Schmieden die freie Ausübung von Handwerk untersagte. 1571 gehörte Domina zu den 20 Dörfern, die der neue Besitzer der Herrschaft, Bohuslav Felix von Lobkowitz und Hassenstein, dem Komotauer Bierzwang unterwarf. Bei ihrem Freikauf aus der Untertänigkeit kaufte die Stadt Komotau im Jahre 1605 auch das aus sechzehn Anwesen bestehende Dorf Domina für 856 Schock Groschen. Seine Bewohner wurden fortan dem der Freien Königlichen Stadt gehörigen Gut Schönlind frondienstpflichtig. Zu den 19 Tagen Frondienst, die jeder Bewohner im Jahr zu leistet hatte, waren 16 der Holzflöße vorbehalten. Hauptsächlich ernährten sich die Bewohner von Domina von der Landwirtschaft und der Viehzucht. In der berní rula von 1654 sind für Domina elf Bauern und fünf Chalupner ausgewiesen; der Bauer Martin Hoyr besaß das Schankrecht. Seit 1775 besuchten die Kinder von Domina die Schule in Oberdorf. 1824 erhielt Domina eine eigene Schule. Durch das Dorf führte die Kaiserstraße von Komotau nach Sebastiansberg.
Nach der Aufhebung der Patrimonialherrschaften bildete Domina mit dem Ortsteil Droschig ab 1850 eine politische Gemeinde im Gerichtsbezirk Komotau bzw. Bezirk Komotau. Im Jahre 1851 zog die Schule in ein eigenes neuerrichtetes Schulgebäude. 1868 begann der Bau der Bahnstrecke Komotau-Weipert durch die Buschtěhrader Eisenbahn. Vier Jahre später wurde die Strecke und die Bahnstation Domina-Schönlind eingeweiht. Im Jahre 1874 lebten in den 26 Häusern des Dorfes 252 Menschen. Im Jahre 1878 wurde Droschig eigenständig. 1883 wurde der zweiklassige Unterricht aufgenommen. 1890 bestand das Dorf aus 33 Häusern. Zu dieser Zeit war die Landwirtschaft weiterhin der Haupterwerb der Bewohner, ein Teil von ihnen arbeitete auch in der Forstwirtschaft. Zudem wurde in Heimarbeit Gorlnäherei und Spitzenklöppelei betrieben. Nach dem Münchner Abkommen wurde die Gemeinde 1938 dem Deutschen Reich zugeschlagen und gehörte bis 1945 zum Landkreis Komotau. 1939 lebten in Domina 194 Menschen. In den letzten Tagen des Zweiten Weltkrieges führte am 16. und 17. April 1945 ein Todesmarsch von KZ-Häftlingen von Reitzenhain über Ulmbach, Sebastiansberg, Neudorf, Domina, Schönlind, Oberdorf und Komotau ins Nordböhmische Becken. Eines der Opfer des Marsches fand seine letzte Ruhestätte in Domina. Nach dem Ende des Krieges kam Domina zur Tschechoslowakei zurück. Am 21. Mai 1945 wurde die Bahnstation Domina von einer aus zwölf Mann bestehenden Militärpatrouille der Revolutionsgarde Albatros besetzt, die den Bahnverkehr sichern sollte. Die deutschen Bewohner wurden vertrieben. Im Jahre 1951 erfolgte die Eingemeindung von Strážky. 1960 wurde noch Krásná Lípa angeschlossen. Im Jahre 1961 wurde die Gemeinde Domina nach Křimov eingemeindet. Im Jahre 2001 bestand das Dorf aus 11 Häusern, in denen 32 Menschen lebten.

## Entwicklung der Einwohnerzahl
| Jahr | Einwohnerzahl |
| ---- | ------------- |
| 1869 | 267           |
| 1880 | 210           |
| 1890 | 223           |
| 1900 | 204           |
| 1910 | 208           |

| Jahr | Einwohnerzahl |
| ---- | ------------- |
| 1921 | 228           |
| 1930 | 249           |
| 1950 | 111           |
| 1961 | 82            |
| 1970 | 57            |

| Jahr | Einwohnerzahl |
| ---- | ------------- |
| 1980 | 41            |
| 1991 | 14            |
| 2001 | 32            |
| 2011 | 36            |

## Sehenswürdigkeiten
- Kapelle der Kreuzerhöhung in der Ortsmitte, erbaut 1851. Im Jahr 2008 wurde die Fassade saniert.
- Talsperre Křimov, nordwestlich des Dorfes
- Reste der Burg Hausberk, nordöstlich von Domina
- Steinkreuz aus dem Jahre 1660 in der Mauer der Třetí Dolský Mlýn (Dritte Grundmühle)